# 충렬초등학교 (부산)
충렬초등학교는 대한민국 부산광역시 동래구 안락동에 있는 공립 초등학교이다.

## 학교 연혁
- 1980년 12월 26일 설립인가
- 1981년 3월 2일 개교식(25학급 편성)
- 2002년 3월 1일 제9대 임상렬 교장 부임
- 2003년 11월 26일 다목적실(충렬관) 개관
- 2004년 8월 24일 본관 건물내부, 신발장, 통신시설, 방송실 내부개조
- 2005년 8월 25일 교실 냉난방공사 완료
- 2005년 9월 15일 화장실 및 소방시설재 공사 완료
- 2006년 3월 1일 제10대 안순희 교장 부임
- 2006년 3월 10일 보건실 이전 및 현대화 사업
- 2006년 6월 29일 교재생물 재배원 조성 및 울타리 설치
- 2009년 6월 26일 2009 충렬가족캠프
- 2010년 2월 1일 음악실 리모델링 공사
- 2011년 8월 1일 과학실 리모델링
- 2014년 3월 2일 반딧불이 돌봄교실 개소
- 2015년 4월 10일 학교 담장 벽화 완공
- 2016년 2월 18일 학교급식실 현대화, 식당 신설공사 완료
- 2016년 4월 22일 교표 선정, 교기 및 우승기 재제작
- 2017년 7월 20일 학교공원화사업 화단 개장
- 2017년 9월 1일 제14대 정송절 교장 부임
- 2018년 3월 1일 2018학년도 S/W교육 선도학교 운영
- 2018년 8월 31일 교실(특별실 포함) 무석면텍스 및 LED 전등 교체 공사

- 2019년 2월 21일 제38회 졸업식 62명 졸업 (남 28명, 여 34명)
- 2019년 3월 1일 2019학년도 교육복지우선중점학교 및 두드림학교 운영
- 2020년 1월 31일 내부 벽면 도색 및 칠판 판면 교체
- 2021년 3월 1일 제15대 송은자 교장 부임

## 참고 자료
- 충렬초등학교 - 한국교육학술정보원 학교알리미